# Хронологија СФРЈ мај 1990.
Хронолошки преглед важнијих догађаја везаних за друштвено-политичка дешавања у Социјалистичкој Федеративној Републици Југославији (СФРЈ), као и општа политичка, друштвена, спортска и културна дешавања која су се догодила у току маја месеца 1990. године.
| ← април | ← април | ← април | ← април | ← април | ← април | ← април | ← април | Хронологија СФРЈ током 1990. године | Хронологија СФРЈ током 1990. године | Хронологија СФРЈ током 1990. године | Хронологија СФРЈ током 1990. године | Хронологија СФРЈ током 1990. године | Хронологија СФРЈ током 1990. године | Хронологија СФРЈ током 1990. године | Хронологија СФРЈ током 1990. године | Хронологија СФРЈ током 1990. године | Хронологија СФРЈ током 1990. године | Хронологија СФРЈ током 1990. године | Хронологија СФРЈ током 1990. године | Хронологија СФРЈ током 1990. године | Хронологија СФРЈ током 1990. године | Хронологија СФРЈ током 1990. године | јун → | јун → | јун → | јун → | јун → | јун → | јун → | јун → |
| У       | С       | Ч       | П       | С       | Н       | П       | У       | С                                   | Ч                                   | П                                   | С                                   | Н                                   | П                                   | У                                   | С                                   | Ч                                   | П                                   | С                                   | Н                                   | П                                   | У                                   | С                                   | Ч     | П     | С     | Н     | П     | У     | С     | Ч     |
| 1       | 2       | 3       | 4       | 5       | 6       | 7       | 8       | 9                                   | 10                                  | 11                                  | 12                                  | 13                                  | 14                                  | 15                                  | 16                                  | 17                                  | 18                                  | 19                                  | 20                                  | 21                                  | 22                                  | 23                                  | 24    | 25    | 26    | 27    | 28    | 29    | 30    | 31    |

## Догађаји

### 4. мај
- У СФР Југославији обележена десета годишњица смрти Јосипа Броза Тита (1892—1980), доживотног председника СФРЈ и СКЈ. У оквиру обележавања годишњице, последњи пут су се огласиле сирене у 15:05 часова, а у центру Београда, у Улици маршала Тита, тим поводом су биле организоване мање демонстрације, које је предводио Војислав Шешељ, који је том приликом ухапшен.

### 5. мај
- У Загребу, у концертној дворани „Ватрослав Лисински“ одржано финално вече такмичења „Песма Евровизије“. На такмичењу је победио Тото Кутуњо, представник Италије, док је представница Југославије — Тајчи са песмом Хајде да лудујемо — освојила седмо место. Финалној вечери су присуствовали председник Председништва СФРЈ Јанез Дрновшек и председник СИВ Анте Марковић.

### 6. мај
- На територији Социјалистичке Републике Хрватске, 6. и 7. маја, одржан други круг парламентарних избора.

### 7. мај
- У Ервајну, у Калифорнији, умро принц Андреј Карађорђевић (1929—1990), најмлађи син краља Александра Карађорђевића и брат последњег југословенског краља Петра II.

### 10. мај
- у Љубљани одржан наставак прве конститутивне седнице свих већа Скупштине Словеније (седница започета 7. маја прекинута је због несугласица око дневног реда),[1] на којој је конституисано Председништво Републике Словеније, чији је председник и чланови изабрани на непосредним вишепартијским изборима одржаним 8. и 22. априла. Председник Председништва био је Милан Кучан (СКС-СДР), а чланови — Цирил Злобец (ССРНС), Матјаж Кмецл (СКС-СДР), Иван Оман (ДЕМОС) и Душан Плут (ДЕМОС).[2]

### 13. мај
- У Загребу, на стадиону „Максимир“ прекинута фудбалска утакмица, између београдске „Црвене звезде“ и загребачког „Динама“, због великог сукоба навијача, као и сукоба навијача „Динама“ са припадницима милиције. У тучи са милицијом, учествовало је и неколико фудбалера „Динама“, од којих се истакао капитен Звонимир Бобан (због овога је био кажњен од стране ФСЈ и искључен из репрезентације). У великим нередима било је повређено 193 особа, од чега 117 милиционера.
- Благоје Аџић, начелник Генералштаба ЈНА издао наредбу о преузимању наоружања и муниције од Територијалне одбране (ТО) и њиховом складиштењу у складишта Југословенске народне армије (ЈНА).
- У селу Тротићима, код Брезе, умро Алија Сиротановић (1914—1990), рудар-ударник и један од хероја социјалистичког рада.

### 15. мај
- У складу са Уставом СФРЈ, функцију председника Председништва СФРЈ преузео др Борисав Јовић, дотадашњи потпредседник Председништва СФРЈ и делегат Социјалистичке Републике Србије у Председништву. Функцију потпредседника Председништва СФРЈ преузео је др Стипе Шувар, дотадашњи члан Председништва из Социјалистичке Републике Хрватске (заменио га Стјепан Месић 19. октобра).[3]

### 16. мај
- У Љубљани, после првих вишестраначких избора, формирано ново Извршно веће Скупштине Републике Словеније чији је председник био Алојз Петерле, вођа опозиционе коалиције ДЕМОС. Била је ово прва некомунистичка влада Словеније формирана након 1945, а назив Извршно веће задржала је све до промене Устава 23. децембра).

### 17. мај
- У Сарајеву Централни комитет Савеза комуниста Босне и Херцеговине (СК БиХ) усвојио програмски документ којим се ова партија определила за парламентарну демократију и тржишну привреду. Истим документом промењен је назив партије у Савез комуниста Босне и Херцеговине-Странка демократских промјена (СК БиХ-СДП). Партија је под овим именом наступила и на првим вишепартијским изборима у Босни и Херцеговини, а овај назив носила је до фебруара 1991. када га је променила у Социјалдемократска партија Босне и Херцеговине.

### 18. мај
- Српска демократска странка, после напада на свог члана — Мирослава Млинара у Бенковцу, одлучила да повуче својих пет представника у Сабору СР Хрватске и бојкотује рад парламента.

### 24. мај
- У Приштини умро Вукашин Вук Филиповић (1930—1990), књижевник, ликовни уметник и председник Академије наука и уметности Косова.

### 26. мај
- У Сарајеву основана Странка демократске акције (СДА). За председника странке, тада је изабран Алија Изетбеговић, а међу оснивачима странке је био и др Мухамед Филиповић, који је касније напустио и основао сопствену странку.

### 28. мај
- У Београду, др Борисав Јовић, председник Председништва СФРЈ, представио план од 13 тачака Председништва СФРЈ које су представљале хитне мере за заштиту територијалног и политичког интегритета земље.

### 30. мај
- У Загребу одржана прва конститутивна седница новоизабраног Сабора Социјалистичке Републике Хрватске на којој је за председника Сабора изабран Жарко Домљан. На истој седници формирано је ново Извршно веће Сабора СР Хрватске, чији је председник био Стјепан Месић (била је ово прва некомунистичка влада Хрватске формирана након 1945. и постојала је до 24. августа исте године) и изабрани су чланови Председништва СР Хрватске, за чијег је председника изабран Фрањо Туђман (након усвајања амандмана на Устав СР Хрватске, 25. јула, Извршно веће је постало Влада, а председник Председништва је постао председник Републике). Овај дан се у Републици Хрватској, од 1991. до 2001. славио као Дан државности.

### 31. мај
- У Београду у Југословенском драмском позоришту прекинута представа „Свети Сава“. Представу, по сценарију писца Синише Ковачевића, изводили су глумци позоришта из Зенице, а у насловној улози налазио се Жарко Лаушевић. Звиждуцима и псовкама представу су прекинули припадници тзв „Српског омладинског блока“, због „наводног вређања лика Светог Саве“, а прекиду представе претходио је захтев протојереја Жарка Гавриловића да се представа откаже.
- У Београду умро Драган Лаковић (1929—1990), познати југословенски глумац.